# Sabine Lisicki
Sabine Katharina Lisicki (n. 22 septembrie 1989, Troisdorf, Republica Federală Germania, Germania) este o jucătoare profesionistă de tenis din Germania, finalistă la Wimbledon în 2013 dar și în 2011 la proba de dublu de la același turneu. Cea mai bună clasare a carierei a fost locul 12 mondial. La momentul actual este pe locul 571 WTA. Lisicki a disputat finala Cupei Fed în 2014 alături de echipa Germaniei, pierdută la Republica Cehă.

## Legături externe
- de Official website
- Sabine Lisicki la Women's Tennis Association
- Sabine Lisicki la International Tennis Federation
- Sabine Lisicki pe site-ul Fed Cup